# Odontocera tibialis
Odontocera tibialis är en skalbaggsart som beskrevs av Dmytro Zajciw 1971. Odontocera tibialis ingår i släktet Odontocera och familjen långhorningar. Inga underarter finns listade i Catalogue of Life.